# Václav Dušek
Václav Dušek (* 2. September 1944 in Prag) ist ein tschechischer Prosaist und Szenarist.

## Leben
Dušek erlernte das Malerhandwerk und war später Lehrer an der Kunstvolkshochschule, schrieb Drehbücher, war Dramaturg und Redakteur. In seinen Prosawerken spielen junge Erwachsene eine Rolle, oft aus problematischen Familienverhältnissen, die einen festen Halt in der Welt suchen, aber leicht  an den Rand der Gesellschaft rutschen. Seine ersten vier Bücher verbindet sein autobiographischer Held Tadeaš Falk.

## Werke
In seinem 1974 erschienenen Roman Panna nebo orel (Jungfrau oder Adler) beschreibt er die Geschichte eines Jungen, der durch seine aufopferungsvolle Liebe zu einem Mädchen aus der Clique der Altersgenossen ausgeschlossen wird, die an der Grenze zur Legalität leben, und in ein ehrliches Leben geführt wird. 
Im publizierten Werk Druhý dech (Zweiter Atem) (1974) geht die Geschichte weiter. Falk beginnt mit der Gründung einer Familie ein neues Leben, kämpft um Menschenwürde, Vertrauen und Anerkennung und um die Liebe seiner Stiefschwester. Dieses Buch wurde 1979 unter dem Titel Křehké vztahy (Zarte Beziehungen) verfilmt. 
1978 veröffentlichte er eine Geschichtensammlung unter dem Titel Tuláci (Vagabunden), die von einer Jungenclique im Prager Stadtteil Karlín nach dem Zweiten Weltkrieg handelt, welche nach und nach mit dem Gesetz in Konflikt kommt. Die Fernsehverfilmung hatte 2001 Premiere.
Dny pro kočku (Tage für die Katz) beschreibt in der Umgangssprache, teils vulgär, das Leben junger Leute. Der Erzähler Tadeáš kommt vom rechten Weg ab und wird zu einem charakterlosen Faulenzer. Erst als er sich in ein junges Mädchen verliebt, findet er fast auf den rechten Weg zurück. Doch inzwischen wird er aus der Lehre entlassen, geht von zuhause weg und lebt auf der Straße. Dort lernt er Delfín und Monika kennen, die aus einem Waisenhaus geflüchtet sind. 
Lovec štěstí (Jäger des Glücks) handelt von einem Jugendlichen, der aus dem Gefängnis entlassen wird und letztlich ohne Erfolg ein neues Leben beginnt.
Skleněný Golem (Der gläserne Golem) handelt von der Kindheit und dem Erwachsenwerden in den 1950er Jahren in der Familie eines Feindes des Sozialismus, im Internat der Bergarbeiterlehrlinge und beim Militär. 
Dušek arbeitete auch an dem Erinnerungsbuch von Josef Vinklář Pokus o kus pravdy (Versuch um ein Stück Wahrheit) mit und übersetzte hin und wieder aus dem Russischen und Englischen.

## Verfilmungen
Drehbuch
- 1982: Vabanquespiel (Koncert)

Literarische Vorlage
- 1979: Spröde Beziehungen (Křehké vztahy)